# Sekmenli, Vakfıkebir
Sekmenli là một xã thuộc huyện Vakfıkebir, tỉnh Trabzon, Thổ Nhĩ Kỳ. Dân số thời điểm năm 2011 là 370 người.